# Paniqui
Paniqui est une localité de la province de Tarlac, aux Philippines. En 2015, elle compte 92 606 habitants.
C'est la ville de naissance de Corazon Aquino, première femme élue présidente des Philippines.